# Tetramorium legone
Tetramorium legone är en myrart som beskrevs av Bolton 1980. Tetramorium legone ingår i släktet Tetramorium och familjen myror. Inga underarter finns listade i Catalogue of Life.